# Cisternes-la-Forêt
Cisternes-la-Forêt è un comune francese di 498 abitanti situato nel dipartimento del Puy-de-Dôme nella regione dell'Alvernia-Rodano-Alpi.

## Società

### Evoluzione demografica
Abitanti censiti